# José Ferenczy

José Ferenczy (Zeichnung 1899)

José Ferenczy, eigentlich József Friedemann (* 2. Februar 1852 in Uschhorod, Transkarpatien; † 27. Juli 1908 in Buenos Aires) war ein österreichischer Opernsänger (Tenor) und Theaterleiter.

## Leben
José Ferenczy wuchs im ukrainischen Uschhorod (ungarisch: Ungvár) auf, das damals zum Kaisertum Österreich gehörte. Seine Ausbildung zum Tenor erhielt er in erster Linie von seinem 17 Jahre älteren Bruder, dem damals berühmten Tenor Franz Ferenczy (1835–1881). Ferner studierte er bei Francesco Lamperti in Mailand und bei Moritz Laufer in Wien.
1874 debütierte José Ferenczy als Max in Webers Der Freischütz am Weimarer Hoftheater, an dem sein Bruder seit 1871 engagiert war. Es folgten Engagements an Theatern in Magdeburg, Würzburg, Graz, Berlin und am Wiener Ringtheater, wo er sich bei der Brandkatastrophe von 1881 nur zufällig retten konnte. Mitte der 1880er-Jahre ging er als Operettensänger an das Carl-Schultze-Theater in Hamburg. Dort schrieb Rudolf Dellinger für ihn die 1885 uraufgeführte Operette Don Cesar. 1887 gastierte Ferenczy in Sankt Petersburg. 1887/88 war er Mitglied der Metropolitan Opera in New York, wo er unter anderem an der amerikanischen Erstaufführung von Wagners Siegfried mitwirkte. 1888 wurde José Ferenczy Direktor des Carl-Schultze-Theaters. Anfang der 1890er-Jahre übernahm er noch die Leitung des Stadttheaters in Karlsbad (Karlovy Vary).
1888 heiratete José Ferenczy die Operettensängerin Lucie Verdier (* 1862), die er wohl 1887 in Sankt Petersburg kennengelernt hatte. Sie trat in den folgenden Jahren an den Theatern auf, die ihr Mann führte, und starb 1903 in Berlin.
1898 übernahm Ferenczy die Direktion des Berliner Central-Theaters, das sich in einem 1865 erbauten Saal in der Alten Jakobstraße 30–32 am heutigen Waldeckpark befand. Am 14. August eröffnete er das etwa 1000 Besucher fassende Haus als Operettentheater, blieb aber bis 1900 zugleich Direktor des Carl-Schultze-Theaters. 1903 war er außerdem zugleich Direktor der Ensemblegastspiele des Theater des Westens und des Lessingtheaters. Zum Ensemble des Central-Theaters gehörten in diesen Jahren unter anderem Emil Albes, Hermann Litt, Heinrich Peer, Helene Voß und die Kapellmeister Curt Goldmann und Leo Fall. Der Operettenspezialist Ferenczy war zunächst äußerst erfolgreich, geriet aber nach der Jahrhundertwende in Geldschwierigkeiten. Mitte Oktober 1907 stellte er seine Zahlungen ein und trat als Direktor zurück. Am 20. April 1908 wurde das in die Jahre gekommene Theater endgültig geschlossen. Der Neue Theater-Almanach beschrieb 1909 rückblickend Ferenczys Berliner Tätigkeit so:

„Ferenczy stand damals auf der Höhe seines Erfolges. Nie war es vor ihm in Deutschland einem Bühnenleiter gelungen, ein Stück 1000 Wiederholungen entgegenzuführen… Aber der Riesenerfolg … wurde ihm zum Verhängnis. Wohl war seine Bühne wie eine Reihe seiner Darsteller zu größter Popularität gelangt; aber in dem tödlichen Einerlei der jahrelangen Wiederholungen sank das künstlerische Niveau seines Hauses zunehmend tiefer und tiefer. Dazu kamen finanzielle Schwierigkeiten… Seine Novitäten wie seine Neueinstudierungen erwiesen sich als Nieten, und so war der Zusammenbruch seiner Direktion, der 1907 erfolgte, längst vorauszusehen und unvermeidlich.“

Nach dem Zusammenbruch des Central-Theaters stellte der schwer verschuldete Ferenczy ein Operettenensemble zusammen und unternahm eine Südamerika-Tournee, bei der er in Buenos Aires starb.